# Snowkel
Snowkel (シュノーケル, Shunōkeru) es una banda de J-Rock de Fukuoka, Japón. Los miembros de Snowkel son Nishi, Kaba y Yama.

## Biografía
Inmediatamente después de su formación en febrero de 2004, la calidad de su música le hace adquirir una audición en los locales de Fukuoka. Después de eso, Snowkel se centró en hacer directos en Fukuoka. En diciembre de 2004, Snowkel tuvo su primer concierto en directo en Fukuoka, donde vendieron un EP llamado Snowkel (シュノーケル, Shunōkeru) producido por ellos mismos. En 2005, seguían centrados en hacer directos, y en junio Snowkel volvió a producir otro EP llamado Sora Colorful (ソラカラフル, Sora Karafuru). En noviembre sacaron su primer sencillo llamado Large Puddle (大きな水たまり, Ooki na Mizutamari).
En 2006, la banda consiguió un importante sello discográfico con Sony Music Japan y en abril lanzaron su primer álbum de estudio llamado Snowkel Snorkel que contenía canciones que habían salido en otros de sus singles como Large Puddle (大きな水たまり, Ooki na Mizutamari), Discord Satellite (波風サテライト, Namikaze Sateraito) y Traveller Beginner (旅人ビギナー, Tabibito Biginā).
En octubre de 2007, lanzaron su segundo álbum de estudio llamado EQ, que se dio a conocer con canciones de sus singles como Solar Wind, Bye-Bye×Hello, Weather Forecast (天気予報, Tenkiyohō) y Miracle (奇跡, Kiseki), además de 8 canciones nuevas, teniendo un total de 12.

## Miembros
·Nishi (Vocalista y Guitarrista)
·Kaba (Bajista)
·Yama (Batería)

## Discografía

### EP
1. Snowkel (シュノーケル, Shunōkeru) (Lanzado el 18 de diciembre de 2004)
2. Sora Colorful (ソラカラフル, Sora Karafuru) (Lanzado el 1 de junio de 2005)

### Singles
1. Large Puddle (大きな水たまり, Ooki na Mizutamari) (Lanzado el 2 de noviembre de 2005)
2. Discord Satellite (波風サテライト, Namikaze Sateraito) (Lanzado el 1 de enero de 2006)
3. Traveller Beginner (旅人ビギナー, Tabibito Biginā) (Lanzado el 5 de abril de 2006)
4. Solar Wind (Lanzado el 23 de agosto de 2006) (Tercer ending del anime Kiba)
5. Bye-Bye×Hello (Lanzado el 1 de enero de 2007)
6. Weather Forecast (天気予報, Tenkiyohō) (Lanzado el 8 de abril de 2007)
7. Miracle (奇跡, Kiseki) (Lanzado el 8 de agosto de 2007)
8. Air Summer (ナツカゼ, Natsu Kaze) (Lanzado el 9 de julio de 2008)

### Álbumes
1. Snowkel Snorkel (Fecha de salida: 26 de abril de 2006) 
  1. Discord Satellite (波風サテライト, Namikaze Sateraito, también conocida como Namikaze Satellite) (Séptimo Opening de la serie anime Naruto)
  2. Pantomime (パントマイム, Pantomaimu)
  3. Traveller Beginner (旅人ビギナー, Tabibito Biginā)
  4. Amayadokari to Girigirisu (アマヤドカリとキリギリス, Amayadokari to Girigirisu)
  5. 62
  6. Esper (エスパー, Esper)
  7. Large Puddle (大きな水たまり, Ooki na Mizutamari)
  8. 100,000hp
  9. Record (レコード)
  10. Rewind
  11. Dinosaur of Summer (夏の恐竜, Natsu no Kyōryū)
2. EQ (Fecha de salida: 3 de octubre de 2007)
  1. Another World
  2. Weather Forecast (天気予報, Tenkiyohō)
  3. Solar Wind (Segundo Ending de la serie anime Kiba)
  4. Inefficiency of People (無能の人, Munō no Hito)
  5. Miracle (奇跡, Kiseki) (Sexto Ending de la serie anime Gintama)
  6. I Love You (アイラブユー, Ai Rabu Yū)
  7. Nantara Mental (なんたらメンタル, Nantara Mental)
  8. Shurusutoremingu (シュールストレミング, Shurusutoremingu)
  9. Trap of Snow (雪の罠, Yuki no Wana)
  10. Bye-Bye×Hello
  11. Mittsu Kazoero (3つ数えろ, Mittsu Kazoero)
  12. We and You (ボクラとキミラ, Bokura to Kimira)

- Datos: Q1036973